# Sarrameana
Sarrameana är ett släkte av lavar. Sarrameana ingår i familjen Sarrameanaceae, ordningen Lecanorales, klassen Lecanoromycetes, divisionen sporsäcksvampar och riket svampar.
|            | Loxospora                                  |
|            |                                            |
| Sarrameana | \| \| Sarrameana albidoplumbea \| \| \| \| |
|            | \| \| Sarrameana albidoplumbea \| \| \| \| |
|            | Sarrameana albidoplumbea                   |
|            |                                            |

|  | Sarrameana albidoplumbea |
|  |                          |